# Bulbophyllum palilabre
Bulbophyllum palilabre là một loài phong lan thuộc chi Bulbophyllum.